# Gornja Trstenica
Gornja Trstenica es una localidad de Croacia en el municipio de Gvozd, condado de Sisak-Moslavina.

## Historia
Como muchos asentamientos en el área, este asentamiento creció hasta finales del siglo XVII, cuando vinieron aquí los serbios ortodoxos de Bosnia. El pueblo se convirtió en parte de la guardia de fronteras militar. A mediados del siglo XVIII, se formó el primer regimiento rumano, encabezado por Glina. En 1881 dejó de existir la administración militar. El asentamiento tenía 540 habitantes en 1857 y creció hasta 682 habitantes en 1910. El condado de Zagreb pertenecía a Vrginmosti. Los residentes eran agricultores pobres. En 1918 se convirtió en parte del nuevo estado serbio-croata-esloveno y más tarde en Yugoslavia. Durante la Segunda Guerra Mundial, la mayoría de la población serbia huyó, ya que muchos fueron asesinados, deportados, y otros fueron partidarios. En diciembre de 1941, las fuerzas enemigas destruyeron completamente el asentamiento. Del pueblo, 160 participaron en las luchas de liberación, de los cuales 46 murieron durante los combates, 159 fueron asesinados por los ostasas y los alemanes, 37 fueron víctimas de la epidemia de tifus y 4 más fueron víctimas de los combates. El total de la liquidación fue de 246.
Después de la guerra, comenzó la reconstrucción. Según el censo de 1991, el 99,00% de la población del pueblo era serbios (296/299), el 0,33% eran croatas étnicos (1/299), mientras que el 0,67% eran de otro origen étnico (2/299). 
El ejército croata, en la batalla de la Operación Vihar, recapturó un asentamiento el 7 de agosto de 1995, que fue completamente demolido. La población serbia huyó, pero más tarde, muchos regresaron. En 2011, había 88 residentes, principalmente dedicados a la agricultura y la ganadería.[cita requerida]

## Geografía
Se encuentra a una altitud de 188 m s. n. m. a 63,3 km de la capital nacional, Zagreb.

## Demografía
En el censo 2011, el total de población de la localidad fue de 88 habitantes. Esto representa el 29,43% de su población antes de la guerra según el censo de 1991.